# 崇安寺 (无锡)
31°34′47″N 120°17′44″E / 31.57977°N 120.29551°E
崇安寺，原是位于中国江苏省无锡市市中心梁溪区（原崇安区）的一个著名佛教庙宇，也是无锡最古老的寺院，以庙会集市著称，为“梁溪十大刹”之一。它和上海的城隍庙、南京的夫子庙、苏州的玄妙观齐名，各自代表了儒、道、佛三教，亦可见过去江南一带宗教之盛行。辛亥革命后寺毁，建成有华夏第一公园之称的公花园，周边则形成繁华的商业区，是为无锡商业中心至今。

## 历史
崇安寺位于无锡老城中心，原有规模东起盛巷、西至中山路、南起观前街（现人民路）、北至县下塘，有梁溪首刹、吴会名胜之称。其历史最早可追溯到战国后期，据《吴越春秋》记载，楚国令尹黄歇（春申君）管辖江东十二县时，在无锡城内修设离宫，白水荡相传即为离宫后花园所在，但岁月久远,已无迹可考。后书圣王羲之在此建宅，东晋兴宁二年（364年），王羲之舍宅为寺，寺中原有一口水塘，相传为王羲之洗涤笔砚的涤砚池。寺内建筑之一的天王殿上的匾额“祝圣都道场”相传为王羲之所书。宋太平兴国初年，宋太宗赐额崇安教寺。南宋建炎年間被火焚毁，后重建。元至正年间，崇安寺又遭祝融，再次重建，明成化年问再遭大火，旋又重建。明万历，清顺治、康熙历次增建，乾隆时曾敕赐静慧寺，无锡人則仍称崇安寺。咸丰年间毁于战火，同治、光绪年间重建。
崇安寺附近还有道院洞虚宫（今无锡县图书馆旧址），故每逢佛道盛会，民众都会聚集而来，至明代便形成庙会。自有明以来，崇安寺每年农历六月都要举行集市贸易。“省直之商贾，闽浙之珍奇，远代之骨董，五等四民之服食器用，货随店分，人随货聚……大家巨族，则持多金，贸异物；乡人则备婚嫁，贸日需……阗城溢郭，数十始散。”到了民国以后，由集市转为商市，在被拆除的圣谕亭附近店摊聚集，餐饮小吃，面饼糕团，花样繁多，形成了名扬远近、独具特色的“皇亭小吃”。
民国肇建后，崇安寺尚存大雄宝殿、天王殿，在日军占领无锡时被焚毁。日軍并侵占洞虚宫玉皇殿为部队诊所，致使崇安寺的传统庙会开始消失，宗教文化活动逐渐衰退，转以民俗小吃为主，街区功能结构走向了单一化。1949年後，中共中央下發“变消费城市为生产城市”的城市建设方针，无锡崇安寺地区作为“三产”集中地长期受到冷落，仅在1953年进行过一次整修。在此期间，崇安寺的商业经营者也成为改造对象，1956年公私合营时，當軸将私营業主合并为合作店模式统一领导。不久“文革”开始，大批從業者上山下乡，民俗小吃业也不复存在。经十年浩劫，街区内历史文物、园林绿化均遭到破坏。
1980年代，无锡制定了《无锡市城市总体规划》，该规划经江苏省人民政府正式批准，成为无锡“文革”后第一次较为系统的城市规划。总体規划将崇安寺地区定为全市商业中心。然而，在此后十余年中，崇安寺街区的发展一直處於开发与保护两极，出现两种典型情况，一是以开发为主导，以1980年拆除崇安寺金刚殿，建造迎宾楼为标志，将商务、金融、综合零售等商业中心功能移植进街区，陆续形成“高层包围街区”的现象；二是以保护为主导，控制洞虚宫一带，禁止建造大型建筑，结果是在洞虚宫附近形成大量临时違章建筑。两种情况长期交织，形成崇安寺街区整体环境不佳的局面。
2001年，崇安寺地区改造被提上重要议事日程。2003年4月29日，备受瞩目的无锡崇安寺地区改造方案由規劃变为蓝图。改造后的崇安寺地区东起解放北路，西至中山路，南临人民路，北靠县前街，建设总用地28.32公顷，其中绿化用地5.36公顷。改造保留了阿炳故居、钟楼、玉皇殿等历史遗迹，也使崇安寺地区成为了一个融特色商贸餐饮、旅游、休闲为一体的新型商业区。

## 人文舊跡

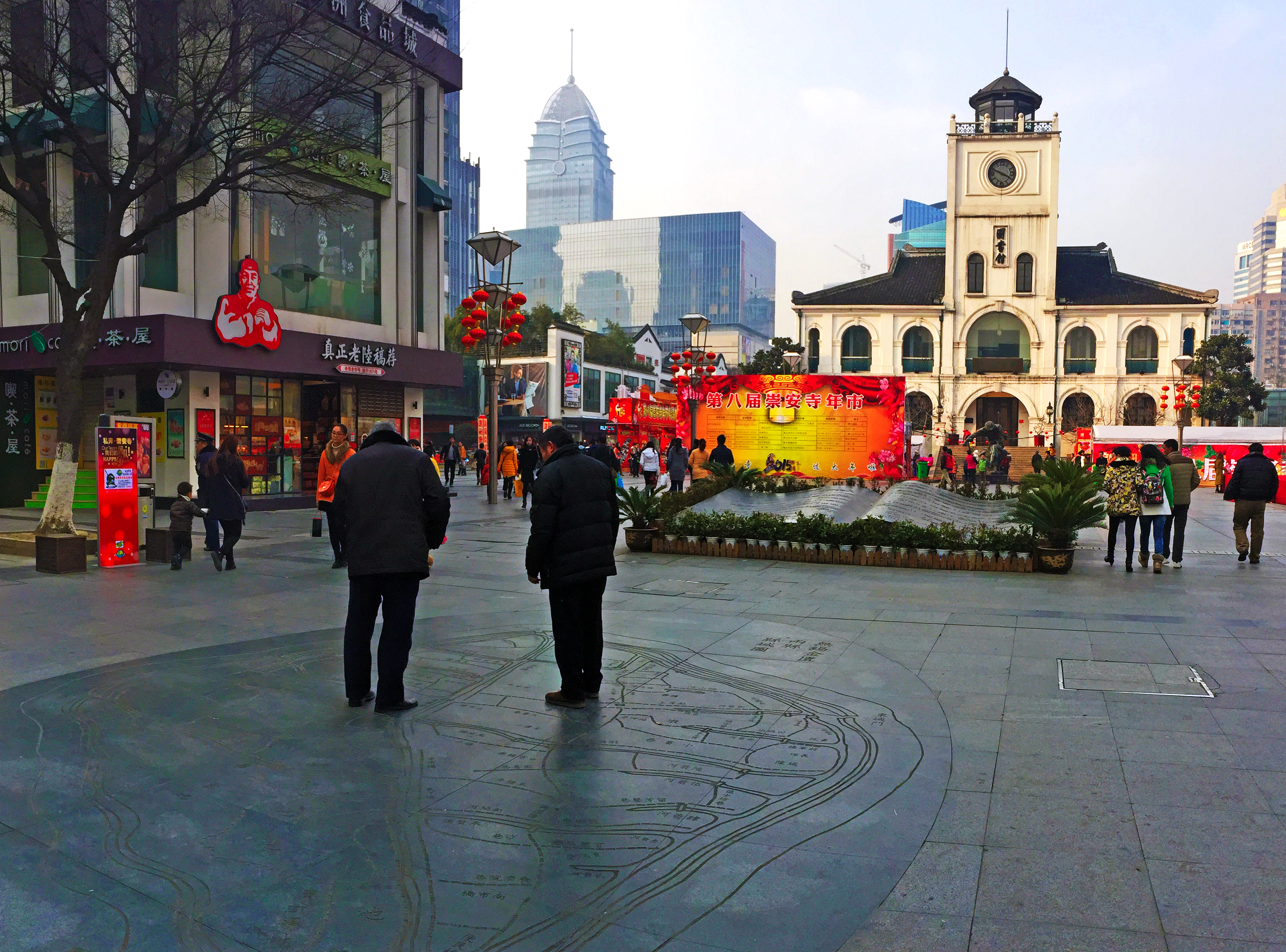
老圖書館鐘樓舊址前的二泉廣場

2009年，崇安寺街区获得国家4A级景区称号，景区内囊括了无锡传统字号、地方小吃、县图书馆钟楼旧址、有“华夏第一公园”美誉的公花园等景致。

### 著名地标
- 皇亭：清光绪元年（1875年），无锡知县廖纶在崇安寺大雄宝殿前建造“圣谕亭”，俗稱“皇亭”。亭内供一牌位，上写“当今皇上万岁！万岁！万万歲！”每逢初一、月半及皇族婚喪喜事，地方官便至此禮拜。辛亥革命後，改建成瓦楞敞廳，附近設有各種各样的小吃攤，品種繁多，形成著名的“皇亭小吃”。[8]1949年後一度被用作菜場，現已修復。[9]

- 城中公园：即无锡人俗称之“公花园”，为中国最早的城市公园之一，因此又称为“华夏第一公园”。此地在战国时期为春申君修建的行宫，东晋王羲之在此居住而留有“右军涤研池”，明代又建有园林方塘书院和后乐园，清代秦氏增建池上草堂等，古迹迭有存废。光绪三十一年（1905年），地方绅士裘廷梁、俞复等人倡议，将此地开辟为园林，造福乡梓。彼等平整洞虚宫道院和僧舍废址，推土筑山，修建蓼莪亭，镌刻“松崖”石，将岸桥弄俞宪“独行园”中绣衣峰太湖石移来，公园四周围以铁栅，定名锡金公园。辛亥革命以后，曹衡之等名士再度发起拓宽公园，将白水山房道院、宝华堂僧舍纳入，并改名为无锡公园。1918年以后，园内屡有兴建。1921年，俞复、曹衡之、丁宝书还请来日本园林专家进一步规划修整，添置亭台，种植日本樱花、洋枫、铁蕉。到1934年，由地方上九位耆宿捐资修建的“九老阁”落成，城中公园的整体布局就完全固定下来，至今无有大变。[10]

- 无锡县图书馆旧址：辛亥革命后，1912年4月，无锡名流丁宝书、顾倬、侯鸿鉴、秦玉书等十二人发起，俞仲还等十四人赞助，经无锡军政府批准，并委任秦琢如、顾倬为筹建经董，于同年10月在洞虚宫三清殿旧址兴建无锡县立图书馆。1914年年底建成，建筑面积1300多平方米，为当时无锡境内最高楼阁式建筑，国学大师钱基博亲任馆长。楼顶大自鸣钟为全邑校时标准，是当时无锡的标志。[5]这座被无锡人称为“大自鸣钟楼”的图书馆，是中国最早创建的公立图书馆之一，仅比国家图书馆的前身“国立京师图书馆”晚3年，也一直承担着图书馆功能，直到2000年才迁至金匮桥边的图书馆新址。目前，钟楼已是江苏省文保单位，并被辟为无锡历史文献馆。[11]

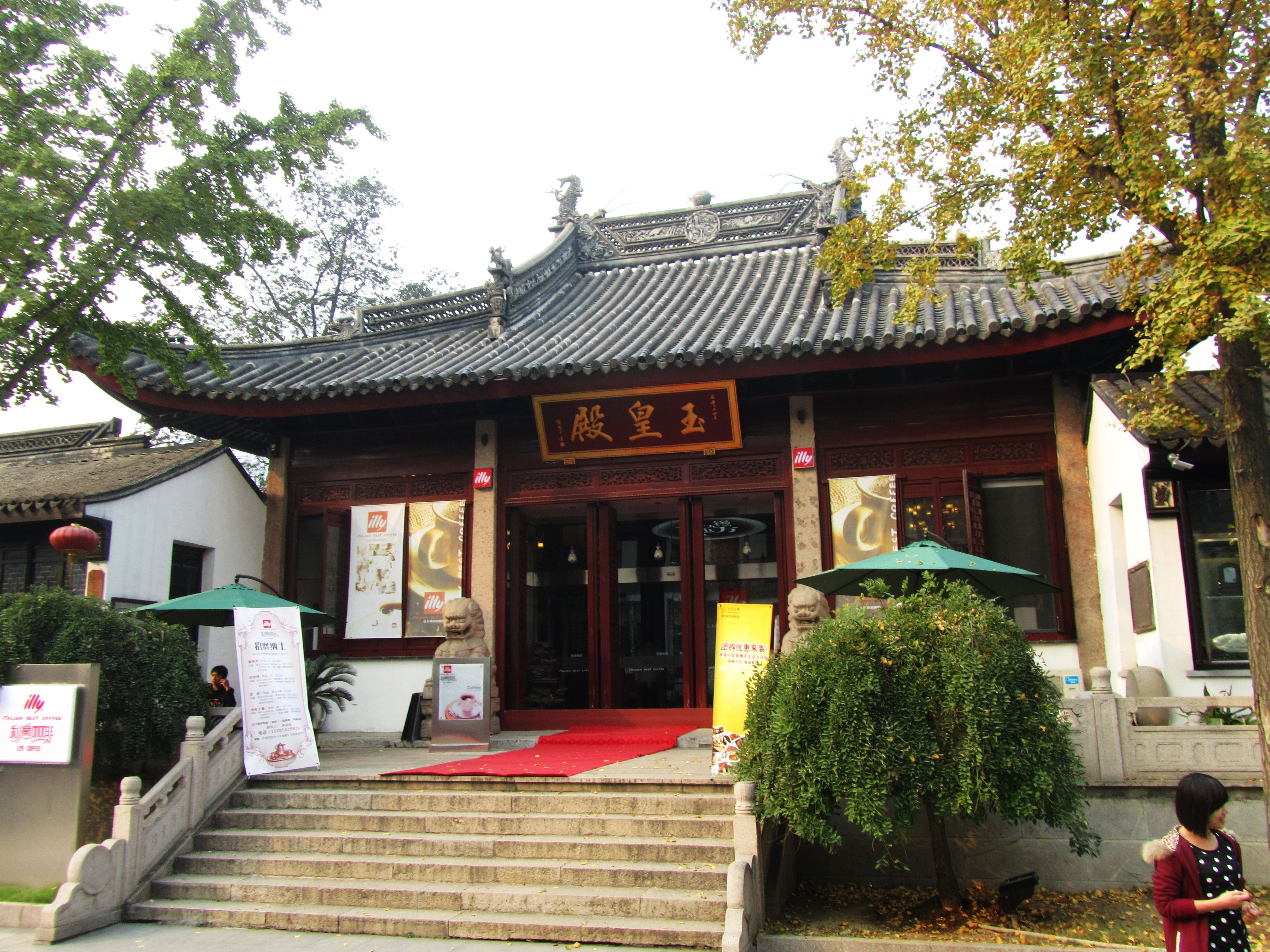
无锡洞虚宫玉皇殿旧址

- 洞虚宫：无锡洞虚宫原在东郊胶山，原名青玄观，建于南朝梁大同二年（536年），后迁到城中“市东”，即今崇安寺地区，并更名为洞虚观。北宋末年庐山道士卢至柔来观中弘道。元泰定元年（1324年），朝廷又敕赐名洞虚宫。此后不断增建，至明末时，规模庞大，已与崇安寺连成一片。清太平军兴，道观被毁，仅存六大殿。民国后为修建图书馆，拆去三清殿等建筑。至今，只有玉皇殿一处遗址了。[12]

- 阿炳故居：位于崇安寺生活步行街区南部，老图书馆钟楼东侧，门额为李岚清所题。此地原是洞虚宫道院内的雷尊殿和火神殿，因阿炳不仅出生于此、生活于此，其诸多名曲创作于此，最后又逝世于此，故称阿炳之故居。故居内藏有阿炳身前用过的旧二胡和琵琶，抢救录制阿炳音乐时所用物品等展陈品。2006年经国务院批准公布为国家级文物保护单位。[13]

### 老字号
- 迎宾楼：以经营京苏大菜为特色，其由1930年开业至今，已有80余年历史。美食家陆文夫曾将迎宾楼与苏州松鹤楼、杭州楼外楼并称为“中国三大楼”。[14]

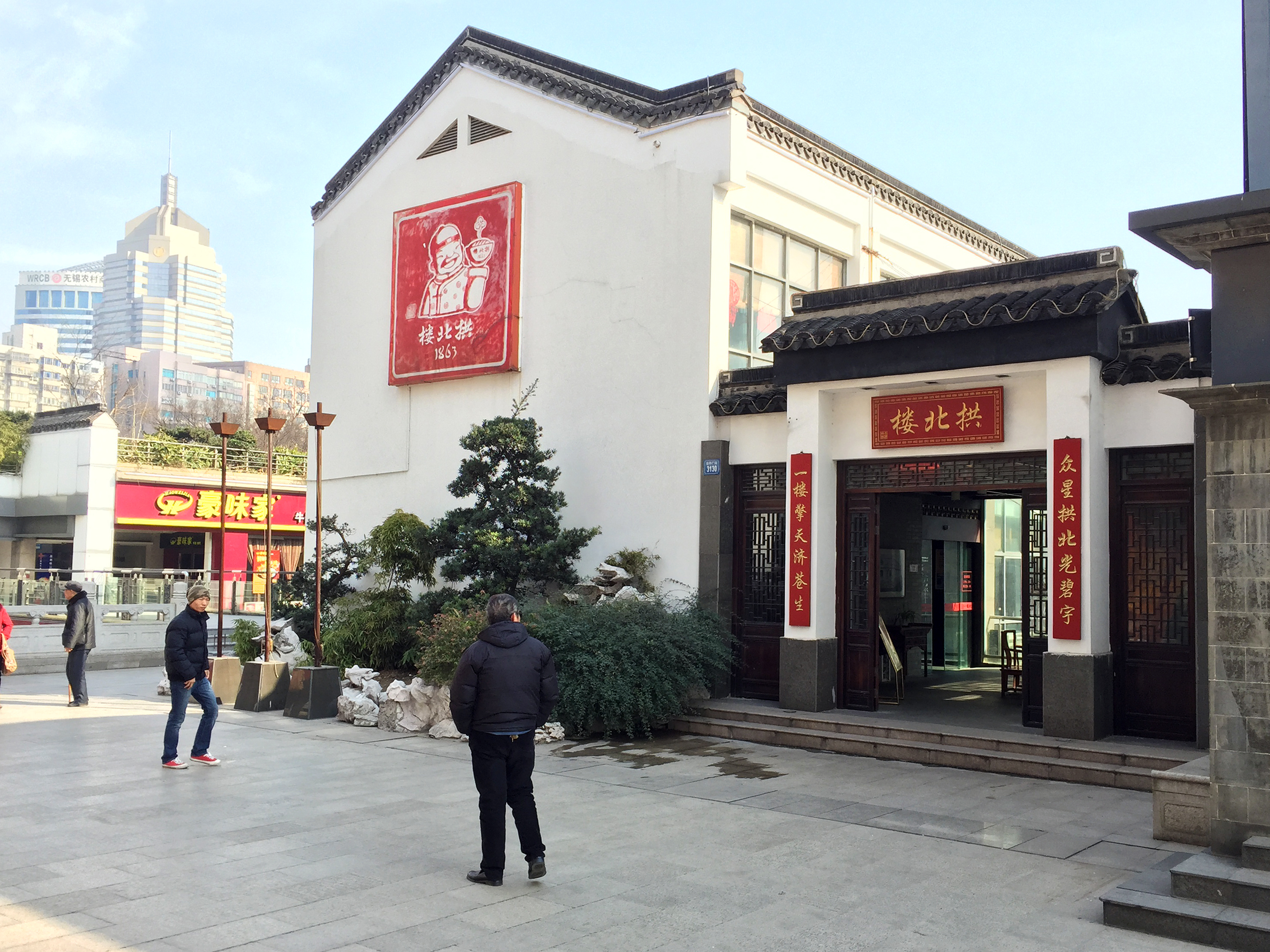
無錫拱北樓麵館

- 拱北楼：创办于清同治二年（1863年），原址在无锡北门，1956年后迁至崇安寺。该店主营面点与无锡小笼，传说杨乃武冤狱平反后回乡时曾在该店用餐，对店中所制小笼赞不绝口。[15][16]

- 王兴记：为无锡小笼名店，創辦於民國11年（1922年），該店创始人王庭安之父原在上海爲人掌廚，其自小學得手藝，便擺攤賣餛飩，後經營有成，遂租下公花園旁一處店面，即取名“王興記”，始开卖其糅合锡沪两地特色的新式无锡小笼。[17]一時風靡江南，滬上人士，尤爲喜愛。[18]2011年，荣获“中华老字号”之誉称。[19]

- 功德林：创建于1930年3月，初名“文記素齋館”。1984年扩建为功德林素菜馆，由趙樸初題額，後因崇安寺地区改造拆除。[20]2005年，恢復營業。[21]

## 逸事
- 古时农历立春前后在崇安寺内要举行迎春赛会，正月十五则要举行元宵灯会，届时，寺内外万灯千彩，锣鼓喧天。其中最吸引的是抬杠戏文表演：一座抬杠有16人到20人肩抬，抬杠上搭有小型戏台，演出折子戏。崇安寺中还曾有一棵可以悬彩灯81盏的灯树，为无锡元宵节的一座灯标。[4]

- 崇安寺在清乾隆时曾名静慧寺，民间传说乃乾隆至江南寻生父，其到无锡后，指名要去静慧寺，但彼时无锡无有此寺，只在新安镇有一座名为净慧寺的小寺。由于寺庙修葺及御道铺设的代价很大，地方官员便暗渡陈仓，将城中崇安寺连夜易名为静慧寺。乾隆到访后，便御敕为静慧寺了，并赐对联一副，联日：“南海莲花九品香；西方绿竹千年翠”。[22]

## 交通及游览资讯

### 公共交通
- 公共汽车：公交11、12、20、35、65、67、79、79区间、81、85、87、118、201、211、216、312（夜间）、316（夜间）、319（夜间）、611、703、763路至大东方百货（崇安寺）站下；公交10、15、75、87、311（夜间）、722路至崇安寺站下。

- 地铁：地铁1号线、2号线至三阳广场站下，自11A/B号出口出站，可到崇安寺步行街；自15号口出站，可到崇安寺地下城中购物公园；自19A/B号出口出站，可到图书馆钟楼前广场。

### 景点资讯
崇安寺地区内各景点，包括城中公园、阿炳故居、图书馆钟楼等均为免费开放。其中阿炳故居开放时间为9:00-17:00。

## 外部連結
- 崇安寺街区官网 （页面存档备份，存于）